# Minnie West
Amparo West Serrano (Ciudad de México; 17 de abril de 1993) conocida artísticamente como Minnie West es una actriz y productora mexicana. West ha destacado por su papel de Adriana Montes en la telenovela de 2016 Eva la Trailera de Telemundo. Además, actualmente es propietaria de la productora Wetzer Films, junto con Alejandro Speitzer, su expareja.

## Biografía
West es hija de David West, productor estadounidense y presidente de Westwood Entertainment, y de Amparo Serrano, diseñadora mexicana.

## Filmografía

### Películas
| Año  | Título                                          | Rol             | Notas                             |
| ---- | ----------------------------------------------- | --------------- | --------------------------------- |
| 2019 | La boda de mi mejor amigo                       | Tammi           |                                   |
| 2021 | Cerca de ti                                     | Leonor          |                                   |
| 2021 | Me encanta pero me espanta                      | Claudia         |                                   |
| 2022 | Valentino, Puedes ser tu propio héroe o villano | Marisol Verdugo |                                   |
| 2017 | Me gusta, pero me asusta                        | Claudia         | También como productora ejecutiva |
| 2023 | Bendita suegra                                  | Alba Susana     |                                   |
| 2023 | Me vuelves loca                                 | Lorenza         |                                   |
| 2025 | Loco por ella                                   | Carla           |                                   |

### Televisión
| Año  | Título                | Rol            | Notas                                     |
| ---- | --------------------- | -------------- | ----------------------------------------- |
| 2010 | La rosa de Guadalupe  | Laura          | Episodio: «La luz te va a salvar»         |
| 2016 | Eva la Trailera       | Adriana Montes | Elenco principal; 116 episodios           |
| 2019 | El club               | Sofía          | Rol principal (temporada 1); 25 episodios |
| 2021 | Luis Miguel: la serie | Gaby           | Episodio: «Ayer»                          |
| 2023 | Madre de alquiler     | Sonia          | Elenco recurrente                         |

## Premios y nominaciones
| Año  | Premio          | Categoría               | Trabajos nominados       | Resultados |
| ---- | --------------- | ----------------------- | ------------------------ | ---------- |
| 2018 | Diosas de Plata | Mejor revelación: Mujer | Me gusta, pero me asusta | Ganadora   |